# 玩具問題

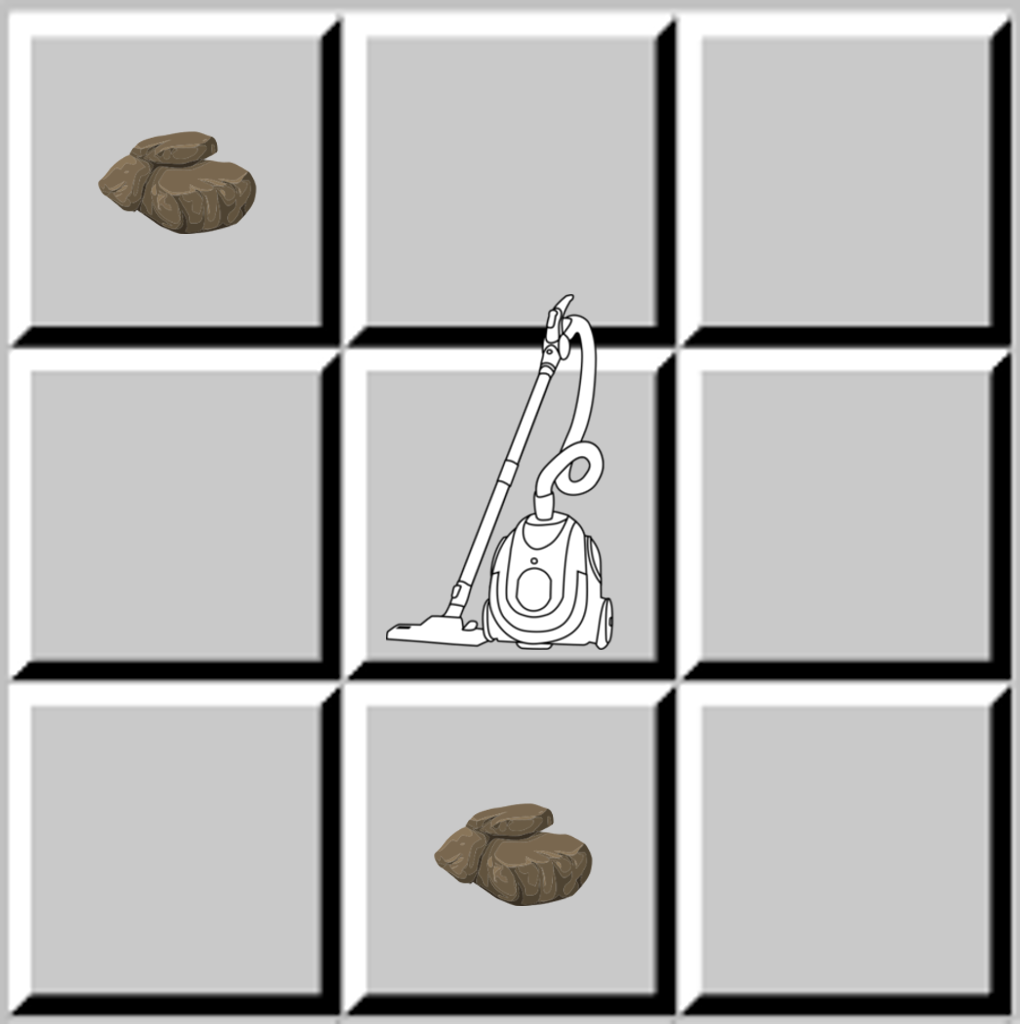
Vacuum World是最短路问题，目的是要清除所有的髒污

玩具問題（toy problem）或類謎題問題（puzzlelike problem）是科學領域上的一些問題，沒有科學上立即的重要性，不過可以做為工具，和其他人說明一些更複雜問題中的一些特徵，或是用來解釋一些問題求解上的技巧。玩具問題常用來展示及測試不同的方法，研究者也常用玩具問題來比較不同演算法的性能。玩具問題也常用在遊戲設計上。
例如在開發大型的系統時，會將大的系統分解為許多較小的，已經相當瞭解的玩具問題。這些問題中會有一些複雜系統中的重要概念，因此需要先個別研究。在針對複雜問題的特殊現象研究時，玩具問題有助於提供一些直覺性的資訊。
例如，在人工智能的領域中，傳統的謎題、遊戲及益智問題常用來作為玩具問題，例如滑塊類遊戲、八皇后问题、传教士和吃人恶魔问题、井字棋、國際象棋、汉诺塔等遊戲。

## 外部連結
- . The Jargon Lexicon.   [2020-02-05]. （原始内容存档于2018-08-14）.